# Bernhard Rogge
Bernhard Rogge (Schleswig, 4 novembre 1899 – Reinbek, 29 giugno 1982) è stato un ammiraglio tedesco.
Ufficiale della Marina tedesca durante la prima guerra mondiale, venne decorato della Croce di Ferro di prima classe. Dopo lo scoppio della seconda guerra mondiale, nel novembre 1939, assunse il comando dell’incrociatore ausiliario Atlantis, con il quale compì una missione nell’Oceano Atlantico e nel Pacifico, affondando o catturando 146.253 tonnellate di navi nemiche. Rientrato in Patria nel dicembre 1941, fu promosso Konteradmiral nel marzo 1943, e Vizeadmiral nel marzo 1945, e venne decorato con la Croce di Cavaliere della Croce di Ferro con fronde di Quercia.

## Biografia
Nacque a Schleswig il 4 novembre 1899, figlio di un pastore luterano, e nel 1915, all’età di sedici anni, si arruolò nella Kaiserliche Marine. Dopo un primo imbarco sull’incrociatore protetto Freya, il 24 ottobre dello stesso anno fu trasferito, in qualità di guardiamarina, sull’incrociatore da battaglia Moltke. Nell’agosto 1916 passò a bordo dell’incrociatore leggero Stralsund, e il 2 ottobre dello stesso anno si imbarcò sull’incrociatore protetto Pillau. Il 13 settembre 1917 fu promosso al grado di Leutnant zur See. Dopo la fine del conflitto prestò servizio nei Freikorps, in forza alla 3. Marinebrigade al comando di Wilfried von Loewenfeld. Lasciata volontariamente la marina il 13 settembre 1919, già il 9 settembre 1920 entrò in servizio nella Reichsmarine, vennedo promosso qualche mese dopo al grado di Oberleutnant zur See. Fino al settembre 1922 prestò servizio come ufficiale d’ordinanza presso la Kompanie della Küstensicherung, passando poi come Wachoffizier presso la II. Flottile (1922-1924), e poi sull’incrociatore leggero Amazone (1924-1926). Promosso Kapitänleutnant nel corso del 1928, servì come ufficiale addetto alla navigazione sullo yacht Asta e poi sulla nave scuola a vela Niobe (1928-1930). Partecipò poi al quarto viaggio d’istruzione dell’incrociatore leggero Emden con gli allievi ufficiali dell’accademia navale, e dal febbraio 1932 all’agosto 1935 prestò servizio come Ispettore all’addestramento, venendo in questo periodo promosso Korvettenkapitän.

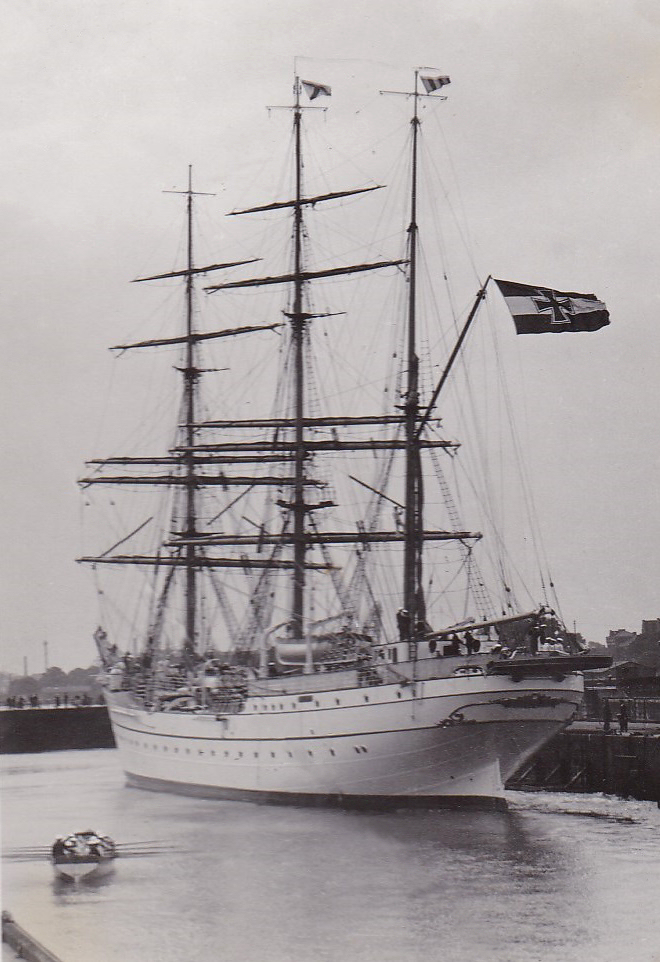
La nave scuola Gorch Fock ripresa nella rada di Wilhelmshaven nel corso del 1934.

Divenuto primo ufficiale sull’incrociatore leggero Karlsruhe, allora utilizzato come nave scuola, partecipò all’ultima grande crociera addestrativa (21 ottobre 1935-13 giugno 1936) che toccò i porti di Tenerife, São Tomé, Lobito, Durban, Victoria, Batavia, Iloilo, Hong Kong, alcuni porti giapponesi, Dutch Harbor. Nel mese di aprile 1936 sostò a San Diego per riparare alcuni danni, attraversando poi il canale di Panama e sostando poi a Saint Thomas e a Pontevedra, per rientrare quindi in Germania. 
Fu successivamente comandante della nave scuola Gorch Fork dal 10 dicembre 1936 al 30 gennaio 1938, e poi della nave scuola Albert Leo Schlageter dal 12 febbraio dello stesso anno fino allo scoppio della seconda guerra mondiale.
Il 5 settembre 1939 lasciò la Albert Leo Schlageter per assumere il comando dell’incrociatore ausiliario Atlantis, venendo promosso Kapitän zur See il 1 novembre successivo. Salpato da Kiel il 31 maggio 1940 effettuò una crociera contro il traffico mercantile alleato della durata di 600 giorni, durante i quali affondò o catturò 21 navi per un totale di 146253 tsl. La cattura del mercantile inglese Automedon, che trasportava 120 sacchi di posta militare diretta ai possedimenti inglesi in Estremo Oriente, avvenuta 250 miglia ad ovest di Sumatra, ebbe grande impatto sulla successiva decisione del governo imperiale giapponese di entrare in guerra. Tra i documenti rinvenuti vi era una copia del segretissimo Far Eastern Strategy Appreciation, che fu mandato all’Ambasciata tedesca in Giappone a bordo della petroliera norvegese catturata Ole Jacobs, e poi trasferito tramite posta diplomatica, via URSS, a Berlino. Per questo fatto l’Imperatore Hirohito lo insignì della Spada del Samurai con una cerimonia tenutasi il 27 aprile 1942.
Il 22 novembre 1941 l'Atlantis fu affondata dall’incrociatore pesante Devonshire tra il Brasile e l’Africa occidentale, e il suo equipaggio fu raccolto dalla nave cisterna Python, a sua volta affondata dall’incrociatore pesante Dorsetshire il 1º dicembre dello stesso anno. Sopravvissuto ad entrambi i naufragi, lui e il suo equipaggio furono raccolti da sommergibili tedeschi e italiani, rientrando in Patria il 29 dello stesso mese. La crociera dell'Atlantis è stata narrata da Ulrich Mohr - il quale prestava servizio come ufficiale su quella nave - nel bel libro del 1955 Atlantis: The story of the German surface raider, di cui Longanesi nel 1957 ha pubblicato la traduzione italiana.
Insignito delle fronde di Quercia sulla Croce di Cavaliere della Croce di Ferro, Rogge lavorò poi nell’addestramento al personale della Kriegsmarine, venendo promosso Konteradmiral il 1 marzo 1943. Ritornò in azione verso la fine della guerra come Kriegsende Befehlshaber des Flottenausbildungsverbandes Ostsee (Comandante superiore della Flotta del Baltico) partecipando all’Operazione Annibale, cioè l’evacuazione delle truppe tedesche e di un gran numero di civili dai Paesi baltici in seguito all’avanzata delle truppe sovietiche.  
Promosso viceammiraglio il 1º marzo 1945, mantenne duramente la disciplina tra il personale alle sue dipendenze fino alla fine del conflitto. Il 6 maggio 1945 approvò tre condanne a morte nei confronti di Willi Albrecht, Karl-Heinz Freudenthal e Günther Källander che furono eseguite quello stesso giorno. Ancora il 10 maggio 1945, un giorno dopo la firma della capitolazione tedesca, confermò la condanna a morte per fucilazione di un marinaio di 21 anni, Johann Christian Süss, colpevole di aver "minato la disciplina" e di "discorsi sovversivi", che fu eseguita dal plotone di esecuzione il giorno successivo.
Dopo la fine della guerra rimase a disposizione della autorità di occupazione, e quindi entrò in servizio nella Bundesmarine con il grado di contrammiraglio, presso il comando del I Distretto navale (Schleswig-Holstein/Amburgo), il 1º giugno 1957, assumendone il comando il 30 settembre dello stesso anno. Tra il 15 aprile 1958 e il marzo 1962 prestò servizio presso il comando della forze terrestri della NATO dello Schleswig-Holstein (COMLAND-SCHLESWIG). Durante la Grande alluvione del 1962 non esitò ad usare le truppe, su richiesta del Capo del dipartimento di polizia della città di Amburgo, Helmut Schmidt, per portare soccorso alla popolazione e garantire l’ordine pubblico, nonostante la Costituzione tedesca lo vietasse.
Andato in pensione il 31 marzo 1962, rimase attivo fino al 1965 come consulente per le questioni di protezione civile del governo dello Schleswig-Holstein. Nel corso del 1965 fu sottoposto a procedimento giudiziario dalla procura federale di Flensburgo per la condanna a morte inflitta al marinaio Johann Christian Süss, venendo prosciolto in fase istruttoria. Elogiato pubblicamente dal Presidente Karl Carstens in occasione del suo ottantesimo compleanno, si spense a Reinbek il 29 giugno 1982, e la sua salma fu tumulata nel locale cimitero con solenni funerali di Stato.

### Altre notizie
Figlio di un pastore luterano, ed egli stesso molto religioso, Rogge, che aveva un nonno di religione ebraica, fu uno dei tanti ufficiali tedeschi che furono costretti a richiedere un certificato di sangue tedesco per prestare servizio nella Kriegsmarine. Sua moglie Anneliese Frahm si suicidò il 4 settembre 1939. L’ammiraglio Karl Dönitz, accusato di crimini di guerra durante il processo di Norimberga, nel tentativo di discolparsi dall'accusa di essere antisemita citò Rogge a testimoniare in suo favore.
Il personaggio di Bernhard Rogge è apparso nel film Sotto dieci bandiere del 1960, con interpreti Van Heflin (Rogge) e Charles Laughton.

## Onorificenze

### Onorificenze tedesche
- Distintivo di guerra degli incrociatori ausiliari con diamanti[3]

## Pubblicazioni
- Under Ten Flags, Ballantine Books, New York, 1960, con Wolfgang Frank.

### Annotazioni
1. ↑  Fu promosso Fregattenkapitän il 1 novembre 1937.
2. ↑  Al comando della Albert Leo Schlageter eseguì un primo viaggio in Sud America che dovette interrompersi a causa di una collisione avvenuta con una nave mercantile nel canale della Manica, e poi una nell’autunno del 1938 a Copenaghen, e una terza dall’aprile al giugno 1939 in Brasile.
3. ↑  Una copia del documento fu fornita al governo imperiale giapponese.
4. ↑  Nel corso della seconda guerra mondiale solo altri due tedeschi ricevettero tale onore, Erwin Rommel e Hermann Göring.
5. ↑  Sulla base del paragrafo 5 numero 2 del Kriegssonderstrafrechtsverordnung.

### Fonti
1. 1 2 3 4 5 6 7 8 9  Zabecki 2015, p. 469.
2. 1 2 3 4  Gossage, Levitt 2012, p. 21.
3. 1 2 3 4 5 6 7 8 9 10 11 12 13  Dörr 1996, p. 180.
4. 1 2 3 4  Hans H. Hildebrand, Albert Röhr, Hans-Otto Steinmetz, Die deutschen Kriegsschiffe: Biographien – ein Spiegel der Marinegeschichte von 1815 bis zur Gegenwart, Koehlers Verlagsgesellschaft, Herford, 2012.
5. 1 2 3 4  Zabecki 2015, p. 1374.
6. 1 2 3 4  Bryan Perrett, Why the Japanese Lost: The Red Sun's Setting, Pen & Sword, Barnsley, 2014.
7. ↑  Kansas Press Archiviato il 14 marzo 2015 in Internet Archive.
8. ↑  Leon Goldensohn. The Nuremberg Interviews. Vintage Books. New York. 2004. ISBN 1-4000-3043-9.
9. ↑  Fellgiebel 2000, p. 362.
10. ↑  Fellgiebel 2000, p. 56.
11. 1 2 3 4  Thomas 1998, p. 222.